# Битка при Сперхей
Битката при Сперхей (на гръцки: Μάχη του Σπερχειού) се води по бреговете на едноименната река в областта Фтиотида, днешна Гърция, през 996 г. (според друга датировка през 997 г.) г. между българските войски начело със Самуил и византийската армия, предвождана от Никифор Уран. Завършва с тежко поражение на българите и слага край на нападенията им в Елада. В близост до мястото на битката през античността се разиграва решителната битка на крокусово поле, след която Тесалия е присъединена към Македония.

## Причина за конфликта
След големия успех на българите в битката при Траянови врата на 17 август 986 г. във Византия избухва гражданска война. По-късно империята влиза в конфликт с Фатимидите за господство в Сирия. Самуил се възползва от ангажимента на византийските армии на изток, за да освободи Североизточна България (завладяна от византийците през 971 г.) и да установи контрол върху много крепости в района на Солун. След като побеждават византийците в няколко сражения през 995 – 996 г., българите се впускат дълбоко в същинска Гърция, достигайки полуостров Пелопонес. Притеснен от тези събития, византийският император Василий II назначава пълководеца Никифор Уран за управител на всички балкански владения на империята и го праща с войска срещу българите. Уран тръгва по следите на българската войска и я среща малко след като е преминала прохода Термопили на връщане от Пелопонес.

## Военни действия
Река Сперхей (наричана днес Аламана - виж и битка при Аламана) разделя двете армии. Преминаването ѝ е затруднено, тъй като е придошла от проливни дъждове. Затова двамата пълководци не се решават на пряк сблъсък. Една нощ Никифор Уран превежда войниците си през брод и напада лагера на Самуил. Изненадани, Самуиловите войски не успяват да окажат съпротива. Голяма част от тях е избита. Самият Самуил и синът му Гаврил Радомир са ранени и се спасяват от гибел само защото лягат сред мъртвите войници и се престорват на убити. През следващата нощ двамата бягат в планините на Етолия, събират остатъците от разгромената си армия и, преваляйки Вулгара, се завръщат в България. Никифор Уран се завръща в Константинопол, по думите на летописеца Яхъя Антиохийски, с хиляда глави на български войници и дванадесет хиляди пленници.
Непосредствено след поражението си Самуил обещава на Василий II, че ще му се подчини. Преговорите са прекъснати след като Самуил научава за смъртта на българския владетел Роман (пленен от византийците няколко години по-рано) и се провъзгласява за цар през 997 г. Войната продължава повече от двадесет години до покоряването на България от византийците.